# لوئیز میرو
لوئیز میرو (اسپانیایی: Luis Miró‎؛ ۳ مارس ۱۹۱۳ – ۱۵ سپتامبر ۱۹۹۱) بازیکن و سرمربی فوتبال اهل اسپانیا بود.
از باشگاه‌هایی که در آن بازی کرده‌است می‌توان به باشگاه فوتبال بارسلونا اشاره کرد.

## عملکرد باشگاهی
لوئیس میرو اولین بازی خود را به عنوان بازیکن فوتبال در سال ۱۹۳۰ با یونیو اسپورتیوا د سانتز انجام داد. بعداً با کارتاخنا قرارداد امضا کرد و پس از دو سال با رئال مورسیا قرارداد امضا کرد. وقتی قراردادش با تیم مورسیا به پایان رسید، تا سال ۱۹۳۹ و تا سن بیست و شش سالگی که به باشگاه بارسلونا پیوست بازنشسته شد. او همچنین در فصل ۱۹۴۱–۴۲ یک کوپا دل ری را با این باشگاه برد و نود و نه بازی انجام داد.

## عملکرد مربی‌گری
پس از چند سال بازنشستگی از فوتبال، در سال ۱۹۴۹ او زندگی ورزشی خود را صرف مربیگری فوتبال کرد و اولین تجربه خود را با تراسا انجام داد. او همچنین مربی سابادل، رئال وایادولید، والنسیا، سلتاویگو، سویا، بارسلونا، المپیک مارسی، آ اس رم و مالاگا بود. زمانی که او مربی رئال وایادولید بود، تنها در یک بازی در سال ۱۹۵۵ مقابل تیم سوئیس در برن که با نتیجه ۰–۳ که به سود تیم اسپانیا به پایان رسید، به عنوان مربی تیم فوتبال اسپانیا انتخاب شد.
وی در یک بازه ۷ ماهه از نوامبر ۱۹۵۵ تا ژوئن ۱۹۵۶ و همچنین یک بازه ۴ روزه از ۲۶ اکتبر ۱۹۶۰ تا ۳۰ اکتبر ۱۹۶۰ به عنوان دستیار در تیم ملی اسپانیا فعالیت کرد. اسپانیا در تمامی بازی‌هایی که در این دو بازه زمانی انجام داد، شکست خورد.

## مرگ
او در ۱۵ سپتامبر ۱۹۹۱ در بارسلون در سن ۷۸ سالگی درگذشت.